# Fédération vaudoise des entrepreneurs
 (septembre 2013).
Si vous disposez d'ouvrages ou d'articles de référence ou si vous connaissez des sites web de qualité traitant du thème abordé ici, merci de compléter l'article en donnant les références utiles à sa vérifiabilité et en les liant à la section « Notes et références ».
Pour les articles homonymes, voir FVE.
La Fédération vaudoise des entrepreneurs (FVE) est une société coopérative à but non lucratif.

## Description
Fondée le 20 octobre 1904 à Lausanne, son siège est actuellement à Tolochenaz.
Au 28 février 2010, la FVE compte 2 591 entreprises affiliées ce qui représente 17 916 employés et 1 161 patrons indépendants, soit près de 6 % des places de travail dans le canton de Vaud.
Association patronale privée, la FVE se bat principalement contre le travail au noir et les distorsions de concurrence, pour la qualité et le respect des normes prévues dans les conventions collectives de travail (CCT) ainsi que pour la promotion de l'apprentissage et de la formation continue dans les métiers de la construction. Ses buts sont définis à l'article 3 de ses statuts.
La FVE entend notamment promouvoir, par une action commune de ses membres, une politique professionnelle en harmonie avec les intérêts généraux de l'industrie de la construction. Elle sauvegarde les intérêts des entrepreneurs et maître d'état de tous les corps de métier de l'industrie du bâtiment et des travaux publics, notamment dans les domaines suivants :
- conditions générales de travail
- législation du travail
- politique sociale et économique
- organisation des entreprises
- fonds d'entraide
- prix et concurrence
- formation professionnelle
- marché du travail
- organisation et application de la législation et des conventions en matière d'œuvres sociales
- relations avec d'autres organisations professionnelles

La FVE représente les intérêts professionnels de ses membres vis-à-vis des pouvoirs publics, des organisations de travailleurs et des maîtres de l'ouvrage, lorsque l'intérêt général de l'industrie du bâtiment et des travaux publics est en cause. Elle prend toutes les mesures qui lui paraissent utiles à l'exécution de ses tâches, en particulier :
- conclusion des conventions collectives de travail
- élaboration de règlements, prescriptions, instructions, modes de métrage, conditions de paiement, bases d'assurances etc.
- affiliation à des organisations professionnelles ou économiques, sur le plan cantonal ou national
- participation à des œuvres intéressant l'industrie de la construction ou l'économie générale du canton ou du pays.

## Historique
En juillet 1904, une grève des ouvriers et manœuvres de la branche de la charpenterie paralyse l'activité économique de la capitale vaudoise. Les maîtres charpentiers lausannois décident alors d'inviter les entrepreneurs et maîtres d'état locaux puis ceux du reste du canton de Vaud à s'unir pour faire face aux revendications des grévistes. Le 28 juillet 1904, soixante-six entrepreneurs vaudois se réunissent et désignent une commission composée de représentants de tous les corps de métiers du bâtiment. Les travaux de cette commission débouchent sur l'adoption des statuts par la 1re assemblée générale de la Fédération vaudoise des entrepreneurs du bâtiment et travaux publics. Celle-ci se tient le 20 octobre 1904 à l'Hôtel de Ville de Lausanne dans la salle du conseil communal. Quatre-vingt douze entreprises assistent à cette assemblée constitutive.

### Chronologie
- 20 octobre 1904 : fondation de la FVE à Lausanne
- 1913 : signature de la première Convention collective de travail entre patrons et syndicats de la région lémanique
- 1918 : création de la caisse de chômage des membres de la FVE
- 1920 : signature de conventions collectives dans plusieurs métiers de la construction
- 1933 : création des commissions professionnelles partitaires chargées de veiller à l'application des dispositions conventionnelles
- 1943 : création de la caisse d'allocation familiales pour les métiers de la construction
- 1947 : création d'une caisse d'assurance maladie pour les métiers de la construction
- 1955 : institution de la contribution patronale à la formation professionnelle de l'industrie vaudoise de la construction (IVC)
- 1967 : création de la caisse de retraite professionnelle (CRP) de l'industrie vaudoise de l'IVC.
- 1988 : inauguration du complexe administratif et de l'École de la construction à Tolochenaz